# Cacia flavomaculipennis
Cacia flavomaculipennis là một loài bọ cánh cứng trong họ Cerambycidae.